# Kenneth McDuff
Kenneth Allen McDuff (Rosebud, Texas, Estados Unidos, 21 de marzo de 1946-Huntsville, Texas, Estados Unidos, 17 de noviembre de 1998), fue un asesino en serie estadounidense. En 1966, se le acusó del asesinato de tres adolescentes, a uno de los cuales rompió el cuello con el palo de una escoba. Fue puesto en libertad en 1989, pero volvió a cometer asesinatos y se le ejecutó en 1998. Es conocido popularmente como "el asesino del palo de escoba (broomstick killer)".

## Primeros años y antecedentes
Kenneth Allen McDuff nació en una casa de la Calle Linden en la ciudad de Rosebud, Texas. Hijo de John Allen "J. A." y de Addie McDuff, era el quinto de seis hermanos. Su padre era dueño de una exitosa empresa de cemento durante el auge de la construcción en Texas en los años 60. McDuff era muy mimado por su familia, especialmente por su madre Addie, quien era conocida por haber amenazado con una pistola a un conductor de autobús escolar que había echado del vehículo a Lonnie, hermano gemelo de McDuff.
En el instituto de Rosebud, McDuff se ganó la reputación de ser un matón. Se enfrentaba frecuentemente en peleas con otros compañeros, por lo que acabó dejando la escuela y trabajando en la empresa de su padre. Durante su adolescencia, McDuff fue acusado de varios crímenes relacionados con robos e incluso pasó temporadas en prisión.

## Primeros crímenes
McDuff comenzó a cometer su primeros delitos dos años antes de los primeros asesinatos. En 1964, con 18 años, se le acusó de robo y de intento de robo en tres condados de Texas: Bell, Milam y Falls. Fue condenado a 12 años de prisión, pero dejado en libertad condicional en diciembre de 1965. Tiempo después, regresó a prisión luego de encontrarse implicado en una pelea, pero le liberaron al poco tiempo.

## Asesinatos del palo de la escoba
El 6 de agosto de 1966, Kenneth McDuff y Roy Dale Green, quienes se habían conocido un mes antes, pasaron el día juntos trabajando para la empresa de cemento del padre de McDuff. Más tarde, dieron una vuelta en coche, pues McDuff decía que estaba buscando a una joven. A las 10 de la noche ese día, Robert Brand (17 años), su novia Edna Louise Sullivan (16 años) y Mark Dunman (15 años), primo de Brand, se encontraban de pie junto a su coche aparcado cerca del campo de béisbol en Everman, Texas.
Mientras paseaban, McDuff observó la presencia de Sullivan y aparcaron a unos 100 metros de sus futuras víctimas. A continuación, amenazó con un revólver de 38 milímetros a los tres jóvenes para que se metieran en el maletero del su propio coche. Con Green siguiéndoles en el coche de McDuff, Kenneth condujo el Ford de las víctimas por una carretera y después por un descampado. Allí, McDuff ordenó a Sullivan que saliera del maletero y dio instrucciones a Green para que la metiera en el maletero de su coche, un Dodge Coronet. A partir de este momento y según la declaración posterior de Green, McDuff le dijo que "los tendría que eliminar", por lo que procedió a disparar seis tiros al maletero del coche en el que se encontraban los otros dos jóvenes, pese a las súplicas de estos. Más tarde, McDuff le explicó a Green que debía de borrar las huellas dactilares del Ford.
Después de conducir a otro lugar, McDuff y Green, este último supuestamente bajo presión, violaron a Sullivan. Después de abusar de ella repetidas veces, McDuff pidió a Green algo con que poder estrangularla. Green le ofreció en un principio su cinturón, pero McDuff optó finalmente por un palo de escoba de un metro de longitud que tenía en el maletero de su coche. Tras ahogar a la joven, dejaron su cadáver entre algunos arbustos. A continuación, se dirigieron a una gasolinera de Hillsboro, en Texas, donde compraron refrescos de Coca-Cola y más tarde fueron a la casa de Green a pasar la noche.
Al día siguiente, McDuff enterró su revólver junto al garaje de la casa de Green, y acudieron a la casa de Richard Boyd, un conocido de ambos, para que limpiaran el coche allí. Sin embargo, en el día después Green confesó los crímenes a los padres de Boyd, quienes se lo comunicaron a la madre de Green, quien lo convenció para que se entregase a la policía. McDuff fue arrestado por Albert Brady, sheriff del condado de Falls, y por Thomas Parnell, agente federal de los Estados Unidos.
McDuff fue sentenciado a muerte en Texas por silla eléctrica, mientras que Green fue condenado a 25 años de prisión, siendo liberado en 1979. La pena de muerte de McDuff fue conmutada a prisión perpetua, puesto que había contratado a un abogado para que demostrara mediante evidencias que Green era el verdadero asesino. Durante una entrevista con un miembro de la Junta Judicial, McDuff le ofreció un soborno para que motivase la decisión de dejarlo en libertad condicional. Por el intento de soborno, recibió dos años más de prisión, aunque fue liberado finalmente en 1989, pues se creía que McDuff podía todavía "contribuir a la sociedad".

## Crímenes posteriores

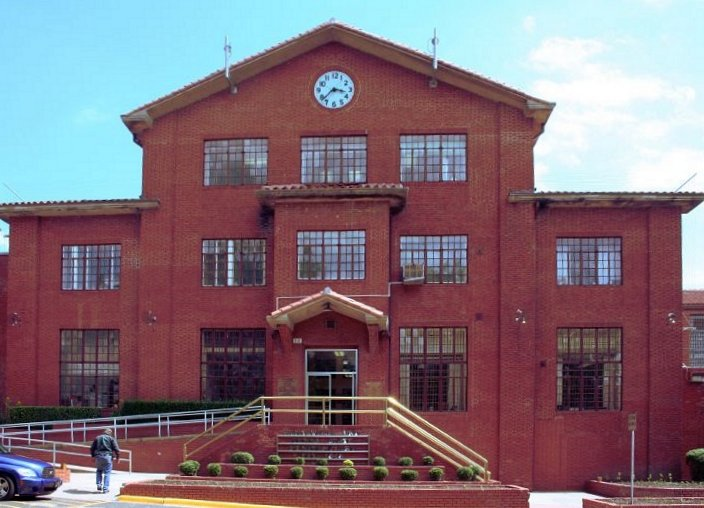
Unidad de Huntsville, ubicación de la cámara de ejecución en Texas

McDuff se convirtió entonces en uno de los 20 criminales perdonados a la pena de muerte y unos de los 127 asesinos en libertad condicional. Después de su liberación, McDuff obtuvo un trabajo en una gasolinera por 4 dólares la hora y se matriculó en un centro formativo en Waco. Tras los tres días posteriores a su liberación, se cree ampliamente que McDuff volvió a asesinar. El 14 de octubre de 1989, fue encontrado sin vida el cuerpo de Sarafia Parker, de 29 años, en Temple, localidad cercana a Waco. No obstante, no fue devuelto a prisión por este crimen, sino por un incumplimiento de la libertad condicional al amenazar de muerte a un joven afroamericano en Rosebud.
Addie McDuff, madre de Kenneth, pagó 2200 dólares a dos abogados de Huntsville para que evaluaran la posibilidad de la liberación de su hijo. El 18 de diciembre de 1990, McDuff fue puesto en libertad nuevamente. Un año después, el 10 de octubre de 1991, recogió en Waco con su camioneta a una prostituta, llamada Brenda Thompson. La ató en su camioneta, pero luego tuvo que parar en un control policial. Cuando un agente de policía se aproximó al coche McDuff, la prostituta comenzó a dar patadas a una de las lunas del vehículo, llegando a romperla varias veces.
McDuff aceleró entonces muy rápidamente, embistiendo contra los agentes. Según un comunicado posterior de la policía, tres de ellos tuvieron que saltar para evitar ser atropellados. Los policías lo trataron de perseguir, pero McDuff los eludió apagando las luces de su vehículo y conduciendo en sentido contrario por calles de una sola dirección. Finalmente, aparcó su camioneta cerca de un bosque en la U. S. Route 84 y torturó a Brenda Thompson hasta la muerte. Su cuerpo no fue descubierto hasta 1998.
Cinco días después, el 15 de octubre de 1991, McDuff y Regenia DeAnne Moore fueron vistos discutiendo en un motel de Waco. Poco después, ambos se dirigieron a una zona remota de la Carretera Estatal de Texas nº6, cerca de Waco. Antes de matarla, McDuff la había atado de piernas y brazos con varias medias. La mujer llevaba desaparecida siete años cuando se encontró su cuerpo el 29 de septiembre de 1998. Se cree también que McDuff es el asesino de Cyntia Renee Gonzalez, quien fue encontrada el 21 de septiembre de 1991 cerca de una zona forestal, después de seis días de su desaparición en Arlington.
El 29 de diciembre de 1991, McDuff y su cómplice Alva Hank Worley, asesinaron a Colleen Reed, nativa de Louisiana. McDuff y Worley habían conducido hasta un lavadero de coches en Austin y allí habían secuestrado a Reed, según varios testigos. Worley admitió en abril de 1992 en una entrevista con el sheriff del condado de Bell, haber violado y torturado a Reed con cigarrillos, pero que negó haber participado en el asesinato.
La siguiente víctima de McDuff fue Valencia Joshua, una prostituta que fue vista con vida por última vez llamando a la puerta de la casa de McDuff. Estranguló a Joshua el 24 de febrero de 1992 y su cuerpo fue descubierto el 15 de marzo de ese año cerca de un campo de golf.
Por otro lado, Melissa Northrup, de 22 años y dependienta de Waco Quik-Pak, tienda donde había trabajado McDuff, desapareció en 1992. Se sabe que la mujer estaba embarazada y que McDuff robó además 250 dólares de la caja registradora. La policía lo encontró sospechoso del secuestro luego de que un amigo de McDuff que estudiaba con él declaró que le había pedido ayuda para robar la tienda donde trabajaba Northrup. La joven murió el 1 de marzo de 1992, pero no fue encontrada hasta el 26 de abril por un pescador.
La mayor complicación que tenían los investigadores de estos crímenes eran que McDuff los había cometido en condados dispersos entre ellos, lo que complicaba las operaciones de búsqueda. Sin embargo, la policía supo que McDuff había comenzado a traficar con drogas y que tenía en posesión un arma ilegal, por lo que un fiscal estatal ordenó su detención. En abril de 1992, los investigadores del condado de Bell recluyeron a Alva Hank Worley, pues conocían su relación con McDuff. El detenido admitió su participación en el secuestro de Reed y fue encerrado en un calabozo del condado de Travis mientras el resto de la policía continuó la búsqueda de McDuff.
McDuff se había trasladado a Kansas City, Missouri, donde trabajaba en una empresa de recogida de basura y vivía bajo el nombre falso de Richard Fowler. El 1 de mayo de 1992, Gary Smithee, compañero de trabajo de McDuff, vio el programa America's Most Wanted, en el que se mostraban los criminales más buscados de todo Estados Unidos. Smithee se percató de las grandes similitudes entre McDuff, quien aparecía en el programa, con su nuevo compañero de trabajo. Smithee contactó entonces con el Departamento de Policía de Kansas City, el cual comparó las huellas dactilares de McDuff con Richard Fowler, concluyendo en que se trataba de la misma persona. El 4 de mayo de 1992, un grupo de seis oficiales de policía arrestó al asesino cuando se dirigía a un vertedero al sur de Kansas City, en Missouri.

## Lista de víctimas
| Nombre               | Edad | Fecha de la muerte                  | Detalles del asesinato |
| -------------------- | ---- | ----------------------------------- | --- |
| Robert Brand         | 17   | 6 de agosto de 1966                 | Secuestrado junto a Marcus Dunman y Edna Sullivan. Lo obligaron a entrar en el maletero de su coche con Mark y McDuff les disparó seis veces. |
| Marcus Dunman        | 15   | 6 de agosto de 1966                 | Secuestrado junto a Robert Brand y Edna Sullivan. Lo obligaron a entrar en el maletero del coche de Mark con Robert y McDuff les disparó seis veces.                                                                                                |
| Edna Louise Sullivan | 16   | 6 de agosto de 1966                 | Fue secuestrada, violada repetidamente por McDuff y Green y estrangulada con un palo de escoba con tanta violencia que le rompió el cuello. Su cuerpo fue arrojado entre unos arbustos.                                                             |
| Sarafia Parker       | 29   | Encontrada el 14 de octubre de 1989 | La golpearon, estrangularon y arrojaron en un descampado. |
| Brenda Thompson      | 36   | 10 de octubre de 1991               | Fue atada, violada y torturada hasta la muerte. Casi escapó cuando pateó y rompió el parabrisas de McDuff frente a un puesto de control policial, pero McDuff pudo evadirlos.                                                                       |
| Regenia DeAnne Moore | 21   | 15 de octubre de 1991               | La ataron con medias, la violaron y asesinaron. |
| Colleen Reed         | 28   | 29 de diciembre de 1991             | McDuff y Worley la secuestraron a plena vista en un lavadero de coches en Austin. Ambos la violaron y torturaron repetidamente con cigarrillos antes de que McDuff la asesinara.                                                                    |
| Valencia Joshua      | 22   | 24 de febrero de 1992               | Fue estrangulada hasta la muerte y encontrada en un campo de golf cerca del Texas State Technical College en Waco (donde ella y McDuff eran estudiantes).                                                                                           |
| Melissa Northrup     | 22   | 1 de marzo de 1992                  | Fue secuestrada en la tienda donde trabajaba y estrangulada con una cuerda. Estaba embarazada de su tercer hijo en el momento de su asesinato y fue encontrada en un pozo de grava del condado de Dallas con las manos todavía atadas a la espalda. |

## Juicio y ejecución

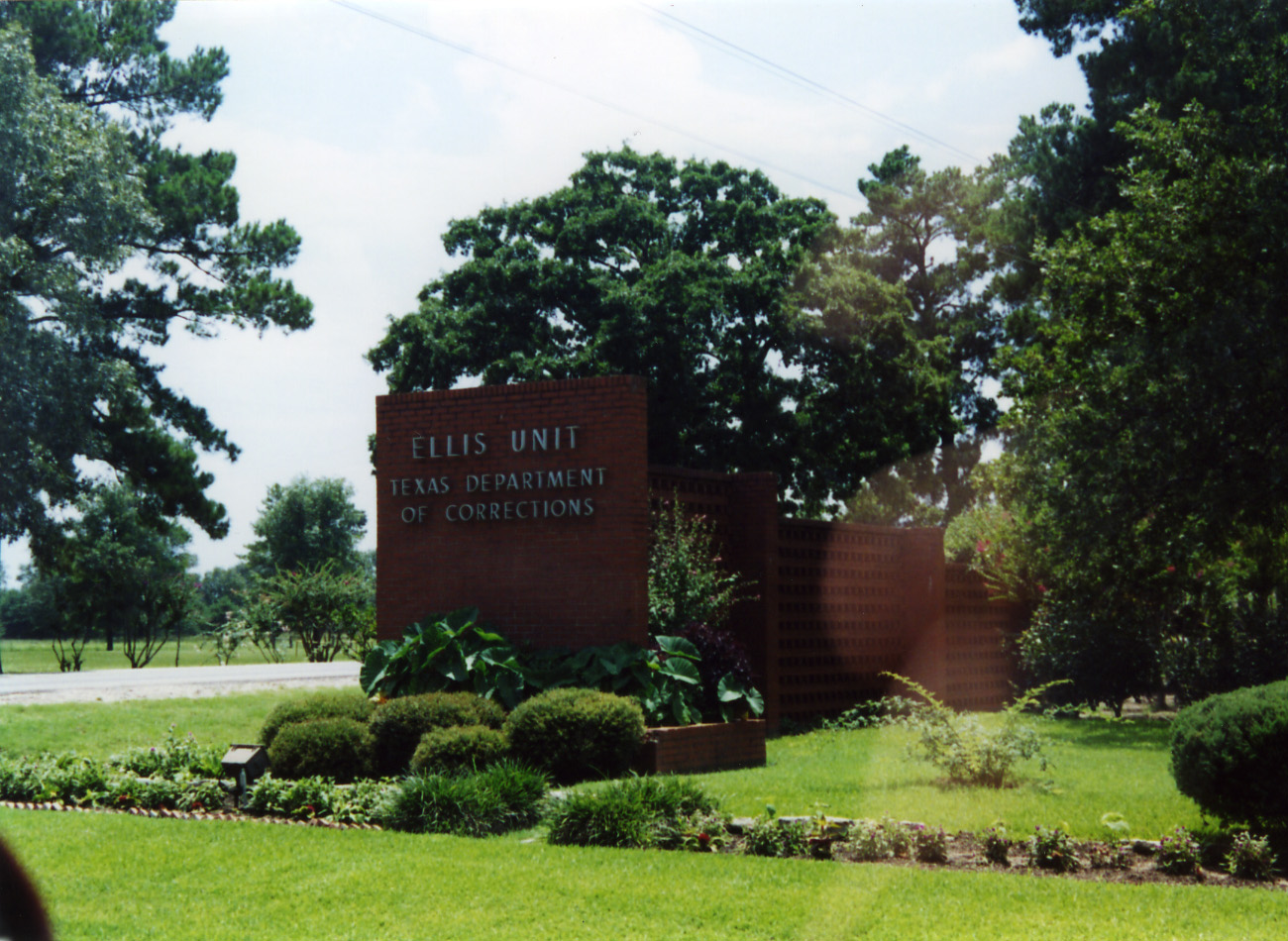
Unidad Ellis, la ubicación del corredor de la muerte masculino en Texas en el momento del encarcelamiento de McDuff

El 26 de junio de 1992, McDuff fue acusado del asesinato de Melissa Northrup en el Condado de McLennan, Texas. En el estado de Texas, el jurado determina si un acusado de asesinato recibe una pena de muerte o una cadena perpetua. El 18 de febrero de 1993, el jurado, en una audiencia extraordinaria para debatir la condena, optó por sentenciarlo a muerte. La ejecución fue fijada el 17 de noviembre de 1998.
McDuff se encuentra enterrado en el Cementerio del Capitán Joe Byrd, también conocido como "Peckerwood Hill", en Huntsville, Texas. Los prisioneros enterrados allí son aquellos cuyas familias decidieron no reclamar sus restos. Su lápida incluye únicamente la fecha de su ejecución (11-17-98) y su número en el corredor de la muerte (999055).